# South Lebanon (Ohio)
South Lebanon es una villa ubicada en el condado de Warren en el estado estadounidense de Ohio. En el Censo de 2010 tenía una población de 4115 habitantes y una densidad poblacional de 592,62 personas por km².

## Geografía
South Lebanon se encuentra ubicada en las coordenadas 39°22′11″N 84°12′58″O / 39.36972, -84.21611. Según la Oficina del Censo de los Estados Unidos, South Lebanon tiene una superficie total de 6.94 km², de la cual 6.86 km² corresponden a tierra firme y (1.27%) 0.09 km² es agua.

## Demografía
Según el censo de 2010, había 4115 personas residiendo en South Lebanon. La densidad de población era de 592,62 hab./km². De los 4115 habitantes, South Lebanon estaba compuesto por el 96.21% blancos, el 1.39% eran afroamericanos, el 0.12% eran amerindios, el 0.66% eran asiáticos, el 0.02% eran isleños del Pacífico, el 0.51% eran de otras razas y el 1.09% pertenecían a dos o más razas. Del total de la población el 2.31% eran hispanos o latinos de cualquier raza.